# Muslim Magomayev
Muslim Mahammad oglu Magomayev (Azerbaijano: Müslüm Məhəmməd oğlu Maqomayev, 17 de agosto de 1942 — 25 de outubro de 2008), chamado de "O Rei das Canções"  e de "O Sinatra Soviete"  era um cidadão soviético e azerbaijano barítono de ópera e cantor pop das décadas de 1960 e 1970. Ele alcançou status de ícone na Rússia e nos países pós-URSS, incluindo seu nativo Azerbaijão, pelo seu talento vocal e carisma.